# Cours de philosophie positive
Le  Cours de philosophie positive  est un livre du philosophe et épistémologue français Auguste Comte. Il s'agit de la transcription en six tomes de son grand cours d'histoire des sciences et de philosophie politique, entre 1830 et 1842. Le premier volume a paru chez Rouen Frères en juillet 1830, tandis que les suivants ont été publiés par Bachelier. 
Le Cours débute par des considérations générales, puis reconstruit le savoir scientifique avec dans l'ordre : les mathématiques, l'astronomie, la physique, la chimie, la biologie, la sociologie et la science politique.
Comte énonce également dans cet ouvrage la loi des trois états sur le devenir historique de l'esprit humain, et développe la philosophie positiviste qu'il a inventée.

## Plan de l'œuvre
Les six tomes du Cours ont pour titres :
1. Les Préliminaires généraux et la philosophie mathématique (juillet 1830) ;
2. La Philosophie astronomique et la philosophie de la physique (avril 1835) ;
3. La Philosophie chimique et la philosophie biologique (mars 1838) ;
4. La Philosophie sociale et les conclusions générales (août 1839) ;
5. La Partie historique de la philosophie sociale, en tout ce qui concerne l’état théologique et l’état métaphysique (juin 1841) ;
6. Le Complément de la philosophie sociale, et les conclusions générales (août 1842).

#### Éditions
- Auguste Comte, Cours de philosophie positive, Paris, Hermann, 1975, 2 vol.
- Auguste Comte (préf. Patrick Dupouey), Cours de philosophie positive [Première et Deuxième leçons], Paris, Nathan, coll. « Les Intégrales de Philo », 1989, 128 p. (ISBN 2-09-175851-5).
- Auguste Comte, Premiers cours de philosophie positive : Préliminaires généraux et philosophie mathématique, Paris, PUF, coll. « Quadrige », 2007 (1re éd. 1830), 546 p. (ISBN 978-2-13-056247-4 et 2-13-056247-7).
- Auguste Comte, Cours de philosophie positive, édition de Charles Le Verrier, Paris, Classiques Garnier, « Littératures francophones », 2014, 2 vol.

#### Études
- Annie Petit, Le Système d'Auguste Comte. De la science à la religion par la philosophie, Paris, Vrin, 2016, 372 p.
- Angèle Kremer-Marietti, Le Positivisme, Paris, PUF, coll. « Que sais-je », 1993 (1re éd. 1982), 127 p. (ISBN 2-13-037572-3).